# Sibynomorphus vagrans
Espèce
Synonymes
- Pseudopareas vagrans Dunn, 1923

Sibynomorphus vagrans  est une espèce de serpents de la famille des Dipsadidae.

## Répartition
Cette espèce est endémique de la région de Cajamarca au Pérou.

## Description
L'holotype de Sibynomorphus vagrans, une femelle, mesure 560 mm dont 133 mm pour la queue.

## Publication originale
- Dunn, 1923 : Some snakes from North Western Peru. Proceedings of the Biological Society of Washington, vol. 36, p. 185-188 (texte intégral).